# Залазек
Залазек (пол. Załazek) — село в Польщі, у гміні Дубецько Перемишльського повіту Підкарпатського воєводства.
Населення — 64 особи (2011).
У 1975-1998 роках село належало до Перемишльського воєводства.

## Демографія
Демографічна структура станом на 31 березня 2011 року:
|          | Загалом | Допрацездатний вік | Працездатний вік | Постпрацездатний вік |
| -------- | ------- | ------------------ | ---------------- | -------------------- |
| Чоловіки | 34      | 7                  | 22               | 5                    |
| Жінки    | 30      | 7                  | 12               | 11                   |
| Разом    | 64      | 14                 | 34               | 16                   |